# Kouji Mori
Kouji Mori (森 恒二, 28 de novembro de 1966) é um artista de mangá japonês nascido em Tóquio. Sua esposa é uma artista de mangá Akkiu, "Holyland", que foi publicado em "Young Animal", e também foi transformado em um drama de TV.

## Biografia
Kouji Mori foi nasceu com um bom físico e desde criança se dedicou ao beisebol na Little League, onde entrou por recomendação de seus pais. O time, ao qual ele pertencia, ganhou o torneio nacional. Porém, Kouji Mori não estava muito entusiasmado com o beisebol e gostaria de desenhar em casa. Quando ele estava no primeiro ano do ensino médio, leu "Ganbare Genki" e começou a se tornar um artista de mangá.
Kouji Mori virou amigo de Kentaro Miura na escola em que entrou e começaram a desenhar mangás juntos na casa de seu novo amigo, onde seus pais eram designers. Naquela época, a colaboração desenhada pelos dois teria permanecido na seleção final de "Weekly Shonen Sunday". Shizuya Wazarai também era colega de classe, mas naquela época ele não desenhava mangá e não tinham interação. Houve um tempo que ele não se dava bem com seus pais. Então, os pais de Miura sugeriram que ele morasse na casa deles. Então Kouji Mori ia e voltava da escola juntos com seu amigo para desenhar mangá. No entanto, ele não poderia morar lá para sempre, e ele começou a divertir em Shimokitazawa e passar todo o seu tempo em brigas.
Após a morte de Kentaro Miura em 2021, autor de Berserk, o departamento editorial da revista de mangá Young Animal anunciou que o mangá Berserk continuará, sendo retomado para 24 de junho de 2022. Será realizado pelos assistentes e aprendizes do Studio Gaga (estúdio de Miura) e supervisionado por Kouji Mori.